# Sesklo
Sesklo är en boplatskulle (tell) med flera olika bosättningslager, nära Volos i Thessalien, Grekland.
I det understa lagret fann man rester från en förkeramisk kultur som odlade vete och ärtor. Man höll också tamboskap i form av getter och får. Importerad obsidian användes till redskap, som huvudsakligen bestod av sparsamt retuscherade spån. Dessutom förekom en typ av trapetsoid mikrolit. Det understa skiktet har daterats till ca 6000–5500 f.Kr. (ej kalibrerat) och utgör således ett av de tidigaste exemplen på bondekultur i Europa.
Boplatsens viktigaste fas är den grekiska mellanneolitiska fasen (5200–4400 f.Kr. ej kalibrerat) som givits namnet Sesklokultur, vilken kännetecknas främst av keramik med mörk, målad dekor av romber, trappstegspyramider, schackrutor och sick-sack-mönster på ljus botten. Dekoren har en starkt textil geometrisk prägel.
Sesklo har även en senare fas som hör till den senneolitiska Diminikulturen.